# Еггогология
Еггоголо́гия — изучение недокументированных возможностей микрокалькуляторов.

## Происхождение
Название впервые возникло в СССР и носит шуточный характер. Предположительно происходит от сообщения об ошибке «ЕГГОГ» (англ. Error — ошибка), которую выдавали программируемые микрокалькуляторы второго поколения советского производства (Электроника Б3-34, МК-54, МК-56, МК-61, МК-52, МС 1104) на семисегментных индикаторах. Термин впервые появился в журнале «Техника — молодёжи» после цикла статей М. Пухова, посвящённых программированию на микрокалькуляторах серии «Электроника Б3-34», и серии из девяти рассказов о фантастическом путешествии с Луны на Землю под общим названием «„Кон-Тики“: путь к Земле». В этом цикле, кроме игровых программ, описывались различные недокументированные возможности микрокалькуляторов и видеосообщения, многие из которых получались путём манипуляций с клавишами после появления сообщения об ошибке «ЕГГОГ» ().
Читатели журнала с огромным энтузиазмом откликнулись на рассказ об обнаруженных недокументированных возможностях микрокалькуляторов, стали искать новые, и по окончании цикла «Кон-Тики…» появился небольшой раздел «Новости еггогологии». С помощью опубликованных в нём недокументированных приёмов было написано множество новых игровых программ, большинство из которых просто не могло быть создано стандартными средствами в силу ограниченности ресурсов калькуляторов семейства Б3-34.

## Направления еггогологии
Изначально предметом интереса была возможность формирования на дисплее буквенно-цифровых комбинаций, содержащих не только цифры 0-9, но и шестнадцатеричные символы, отображаемые калькулятором как –, L, С, Г, Е и пробел. Их можно было получить путём манипуляций над несохраняемым сообщением ЕГГОГ, которое микрокалькулятор выдаёт при попытке выполнить некорректную операцию (деление на ноль и т. д.). Такие «числа» можно хранить в регистрах памяти и использовать в качестве сообщений в игровых программах. В журнале «Техника — молодёжи» описывалась методика получения самых различных «видеосообщений», от буквы «Г» для программы «Лунолёт-1» до целого мультфильма о полёте космического корабля по мотивам рассказа «Путь к земле».
В дальнейшем, одним из направлений еггогологии стало расширение диапазона обрабатываемых чисел (числа с порядками от 100 до 199 также отображаются на экране как ЕГГОГ, см. «Нестандартные» числа) и изучение реакции микрокалькулятора на попытки произвести операции с числами за пределами стандартного диапазона.
Другое направление еггогологии изучало недокументированные возможности режима программирования; энтузиасты находили способы ввода недокументированных команд, например, содержащих символ «пусто» (F), изучали возможности нестандартного использования адресного пространства программ (см. главная и побочные ветви), ПСЧ-режим.
После того как в 2011 году инженером Ф. Лазаревым была проанализирована аппаратная архитектура советских микрокалькуляторов и считано содержимое ПЗУ, многие необычные возможности ПМК получили логическое объяснение. Выяснилось, что «Тьма» (полное отсутствие реакции калькулятора на нажатие клавиш) является следствием введения микропрограммы калькулятора в бесконечный цикл, а сообщение «ЕГГОГ» генерируется головным процессором К745ИК1302 по таймауту в случае, когда ни один из ведомых процессоров не смог обработать отданную ему команду.

## «Нестандартные» числа
Еггогология утверждает, что порядок (показатель степени) диапазона обрабатываемых микрокалькулятором чисел ограничен по модулю 1000 и делит этот диапазон на так называемые этажи или «ярусы». Каждый ярус — это сотня из диапазона от 0 до 999. «Нулевой ярус» — это числа с основанием степени от 0 до 99, «первый ярус» — числа с показателем степени от 100 до 199 и т. д. Всего «ярусов» десять, причём «минус первый ярус» эквивалентен девятому (то есть показатель степени −80 в представлении микрокалькулятора эквивалентен 920), минус второй — восьмому (например, показатель −180 эквивалентен 820) и т. д.
Документацией максимальное значение чисел, над которыми можно производить математические действия, ограничивалось значением ±9.9999999 × 10±99 (то есть нулевым и минус первым ярусами). В самом деле, если ввести в микрокалькулятор число 1 × 1050 (для чего достаточно последовательности нажатий клавиш 1 ВП 50) и возвести его в квадрат (нажать Fx²), то на дисплее появится сообщение «ЕГГОГ». Такая индикация, согласно документации, является признаком сообщения об ошибке, так как число 1 × 10100 выходит за пределы «стандартного» диапазона. Однако на самом деле это сообщение об ошибке также представляет собой число «первого яруса», с которым можно производить обычные операции: складывать, умножать, делить, вычислять значения функций, запоминать его в регистре памяти, вызывать из регистра. Таким же образом можно работать с числами «второго яруса» (например, 1 × 10200, простейший способ получить такое число — возвести в квадрат число 1 × 10100). Чтобы выяснить реальные значения таких чисел, их нужно было разделить на 1 × 1099 или подобные числа для приведения к числу из «нулевого яруса» (по абсолютному модулю не превышающие 9,9999999 × 1099).
Другими словами, давался способ расширения диапазона чисел, обрабатываемых стандартными действиями, до ±9.9999999 × 10299. Также было возможно с некоторыми ухищрениями (с помощью специально написанных программ) получать числа до ±9.9999999 × 10799 и анализировать их значение (то есть выяснить мантиссу и порядок). С помощью таких «вычислений» доказывалось, что девятый ярус представляет собой числа с отрицательным значением основания степени (например, 1 × 10920 было эквивалентным представлением числа 1 × 10−80). Числа восьмого яруса (числа от ±1 × 10800 до ±9.9999999 × 10899 а также от ±1 × 10900 до ±9.9999999 × 10900) невозможно сохранить после их получения, так как они немедленно преобразовывались в обычный нуль, независимо от того, с какой стороны к ним «подбираться» (с седьмого или девятого яруса).

### Классификация числовых ярусов
| Числовой ярус          | Название чисел                           | Диапазон чисел                                                                                               | Краткая характеристика числа из этого диапазона |
| ---------------------- | ---------------------------------------- | --- | --- |
| Нулевой                | Обычные числа с неотрицательным порядком | От ±1 до ±9.9999999 × 1099                                                                                   | Можно производить обычные вычисления |
| Первый                 | «ЕГГОГи»                                 | От ±1 × 10100 до ±9.9999999 × 10199                                                                          | Можно производить обычные вычисления, но отображаются на дисплее как |
| Второй                 | «3ГГОГи»                                 | От ±1 × 10200 до ±9.9999999 × 10299                                                                          | Можно производить обычные вычисления, но отображаются на дисплее как . Выполняют безусловный переход на адрес, совпадающий с двумя первыми цифрами порядка (от 20 до 29)                                                     |
| Третий                 | «Неукротимые чудовища»                   | От ±1 × 10300 до ±9.9999999 × 10399                                                                          | Способны произвольно перевести микрокалькулятор в режим исполнения программы или привести к его зависанию |
| Четвёртый              | «ОС-оборотни»                            | От ±1 × 10400 до ±9.9999999 × 10499                                                                          | Копируют в искажённом виде структуру ярусов, применяются для анализа других чисел. Искажают содержимое регистра С |
| Пятый                  | «Тьма»                                   | От ±1 × 10500 до ±9.9999999 × 10599                                                                          | При попытке вывода на дисплей приводят к зависанию микрокалькулятора. Индикатор гаснет, работоспособность восстанавливается после выключения и включения (в МС 1104 имелась специальная кнопка для подавления этого эффекта) |
| Шестой                 | «С-ЕГГОГ-оборотни»                       | От ±1 × 10600 до ±9.9999999 × 10699                                                                          | Искажают содержимое регистра С |
| Седьмой                | «Длинные монстры»                        | От ±1 × 10700 до ±9.9999999 × 10799                                                                          | Копируют в искажённом виде структуру ярусов, применяются для анализа других чисел |
| Восьмой (минус второй) | «Нули»                                   | От ±1 × 10800 до ±9.9999999 × 10900 или от ±1 × 10−200 до ±9.9999999 × 10−100 (зависит от способа получения) | Немедленно преобразовывается в обычный ноль |
| Девятый (минус первый) | Обычные числа с отрицательным порядком   | От ±1 × 10−99 до ±9.9999999 × 10−1                                                                           | Можно производить обычные вычисления |

### Подробное описание

#### «3ГГОГи»
Под этим сообщением прячутся числа от ±1 × 10200 до ±9.9999999 × 10299. Над ними можно производить обычные арифметические операции. При появлении 3ГГОГа на экране десятичная точка сохраняет своё положение от предыдущего числа, а счётчик адресов программы устанавливается на адрес, равный двум первым цифрам порядка 3ГГОГа.
Любой 3ГГОГ может быть «расшифрован» командами: FАВТ, точка (справа на дисплее появляется его порядок), FАВТ (слева появляется мантисса бывшего 3ГГОГа, а справа возникает порядок --L или --3).
При вызове 3ГГОГа из регистра памяти 0-9 и последующем нажатии ВП или десятичной точки калькулятор ведёт себя несколько похожим образом, как если бы на дисплее появилось «сверхчисло» с порядком, начинающимся на номер регистра. Например, если 3ГГОГ вызван из регистра 1 — возникает сообщение ЕГГОГ; из регистра 2 — снова 3ГГОГ; из регистра 3 — в режиме программирования появляется «испорченная» команда « 3»; из регистра 4 — Тьма; из регистра 7 — «Длинный монстр».

#### «ОС-оборотни»
От ±1 × 10400 до ±9.9999999 × 10499.
При вытаскивании «ОС-оборотня» из регистра он заносит свой «хвост» в регистр С. «Хвост» также является сверхчислом, чьи две первые цифры порядка являются последними двумя цифрами порядка «ОС-оборотня». Если «хвост» также является «ОС-оборотнем» (это происходит для чисел с порядками с 440 по 449), то он также заносит свой «хвост» в регистр С. Существуют оборотни 3-го порядка — числа с порядком 444.
Пример:
В/О FПРГ Fx2 Fx2 × Fx2 Х→ПС Сх С/П FАВТ В/О 1 ВП 22 В↑ 1 ВП 50 С/П 

П→ХС на экране 0 

П→ХС на экране 0 

П→ХС на экране 0 

П→ХС на экране последний «Хвост» с тремя буквами Е.

#### «С-ЕГГОГ-оборотни»
От ±1 × 10600 до ±9.9999999 × 10699.
Если «С-ЕГГОГ-оборотня» вытащить из регистра, то он прикроется содержимым регистра C, а сам переместится в регистр Y. При выполнении над ним арифметической операции — Г.ГГОГ.
На основе свойств «С-ЕГГОГ-оборотня» придуман т. н. «АСО-анализ»:
1. В регистр 0 помещаем «С-ЕГГОГ-оборотень» (можно и в другой регистр)
2. В регистр А (только!) помещаем ЕГГОГ.
3. П→XA П→X0 PX — содержимое регистра C — мантисса и 3-значная степень
4. /−/ — содержимое P0

Меры предосторожности при работе с «С-ЕГГОГ-оборотнями»:
1. «Тьма» наступает:
  - если после «АСО-анализа» нажать ВП, FАВТ
  - если сразу после формирования ЕГГОГА вытащить «С-ЕГГОГ-оборотня»
  - если вытащить «С-ЕГГОГ-оборотня» при «ПСЧ-режиме»
  - если «С-ЕГГОГ-оборотень» вытаскивает из регистра C сам себя

#### «Длинные монстры»
Другое название — «К-числа».
От ±1 × 10700 до ±9.9999999 × 10799.
На индикаторе при появлении «Длинного монстра» появляется следующее число:
1,2345678⋅10735 = [50.12345678 3] Где первая цифра 5 на индикаторе — это третья цифра порядка, а последняя цифра 3 на индикаторе — вторая цифра порядка. А сам «Длинный монстр» записывается на 73 адрес программы, что соответствует первым двум цифрам порядка числа.

## Недокументированные команды

### Команды «со стре́лками» вБ3-34
На микрокалькуляторе Б3-34 (и совместимых с ним МК-54, МК-56) во всех регистровых командах вместо клавиши номера (буквы) регистра можно использовать клавишу ↑, то есть доступны недокументированные команды ИП↑, П↑, КИП↑, КП↑, Kx≠0↑, Kx≥0↑, Кх<0↑, Kx=0↑, КБП↑, КПП↑. При вводе этих команд в режиме программирования формируются коды, заканчивающиеся на E. При выполнении таких команд фактически происходит обращение к регистру 0; команды прямого обращения к регистру полностью аналогичны ИП0 и П0, но остальные команды, которые обеспечивают косвенный доступ к регистру 0, имеют важное отличие от соответствующих команд КИП0, КП0 и других: они не уменьшают значения регистра 0 при обращении. Это даёт возможность косвенного обращения к регистру 0 двумя способами: с уменьшением и без уменьшения значения в регистре.
Использование «команд со стрелками» упрощает обход регистров в цикле, позволяя использовать значение в регистре 0 одновременно и как счётчик цикла, и как индекс регистра. Например, простейшая программа суммирования значений в регистрах 1-N (предполагается, что данные записаны в регистры, а N вводится в регистр X перед запуском программы) выглядит так:
- П0 0 КИП↑ + FL0 02 С/П (данные в регистрах от 1 до N) — 7 команд.

Вариант без «команд со стрелками»:
- П0 0 ИП0 ПE F⟳ КИПE + FL0 02 С/П — 10 команд;
- П0 2 + П1 0 КИП1 + FL0 05 С/П (данные в регистрах от 2 до N+1) — 10 команд и два дополнительных регистра (несколько быстрее).

Команды косвенных переходов «со стрелками» позволяют хранить адрес перехода в регистре 0 и выполнять переходы на него без модификации содержимого. Так как команда косвенного перехода занимает один шаг программы, а обычная команда перехода — два, запись адреса в регистр позволяет выиграть по одному шагу программы для каждого перехода на этот адрес.
У калькуляторов МК-61 и МК-52 клавиша «↑» соответствует новому регистру памяти E, а коды операций с регистром E соответствуют кодам «команд со стрелками» Б3-34, так что на этих калькуляторах «команды со стрелками» недоступны (см. табл.). Обозначениям клавиш П, ИП и ↑ в Б3-34 соответствуют Х→П, П→Х и Е в МК-61 и МК-52.
| Коды команд | Команды Б3-34 | Команды МК-61, МК-52 |
| ----------- | ------------- | -------------------- |
| 7E          | Kx≠0↑         | Kx≠0E                |
| 8E          | КБП↑          | КБПЕ                 |
| 9E          | Kx≥0↑         | Kx≥0E                |
| -E          | КПП↑          | КППЕ                 |
| LE          | КП↑           | КX→ПЕ                |
| CE          | Кх<0↑         | Kx<0E                |
| ГE          | КИП↑          | КП→ХЕ                |
| EE          | Kx=0↑         | Kx=0E                |

Недоступность «команд со стрелками» в моделях МК-61/МК-52 создаёт сложности при адаптации программ от Б3-34, использующих эти команды. Для команд косвенных переходов проблема решается просто: нужный адрес записывается в регистр E, который в программах для Б3-34 не используется, и команды «со стрелками» меняются на команды с указанием регистра E. Но для команд КИП↑/КП↑ ситуация намного сложнее: удаление каждой из них увеличивает размер программы минимум на 3 шага, из-за чего программной памяти может не хватить. В новых моделях МК-152/МК-161 доступны новые двухшаговые регистровые команды косвенного обращения РКИП00/РКП00, работающие так же, как КИП↑/КП↑ в Б3-34; каждая такая команда увеличивает программу только на один шаг, а гораздо бо́льшая программная память новых калькуляторов делает это увеличение практически несущественным.

### Некорректные операции с клавишей К
На микрокалькуляторе Б3-34 большинство недокументированных операций с клавишей К вызывает сообщение ЕГГОГ. Это команды К3—К9, К+, К−, К×, К÷, {\displaystyle \mathrm {K{\underset {\rightarrow }{\overset {\leftarrow }{XY}}}} }, К↑, К/−/, КВП, КСх и К десятичная запятая. Команды К1 и К2 эквивалентны операции КНОП.
На МК-61 и МК-52 к сообщению ЕГГОГ приводят только команды К−, К×, К÷. Команды К1 и К2 также эквивалентны операции КНОП. Коды остальных команд документированы и используются для преобразования временны́х и угловых мер, определения модуля и знака числа, целой и дробной частей числа, бо́льшего из двух чисел, логических операций и генерации случайного числа.
Некорректной операцией на МК-61 и МК-52 является также перевод минут (секунд) в градусы {\displaystyle \mathrm {K} {\overrightarrow {_{\circ \,\prime }}}} и {\displaystyle \mathrm {K} {\overrightarrow {_{\circ \,\prime \,\prime \prime }}}}, если величина минут или секунд более или равна 60.
Сообщение ЕГГОГ, полученное с помощью некорректных операций с клавишей К, не является «сверхчислом» первого «яруса» и не может быть сохранено в регистре памяти, но может быть использовано для вывода на индикатор символов 16-ричных цифр, например:
1 К− (высвечивается ЕГГОГ) ВП ВП ↑ (высвечивается буква Е).
Полученную букву Е можно сохранять в регистрах памяти и извлекать оттуда, а с помощью регистров 0—3 также и преобразовывать в символы других 16-ричных цифр:
П0 КИП0 ИП0 КНОП (Г) КИП0 ИП0 КНОП (С) КИП0 ИП0 КНОП (L) КИП0 ИП0 КНОП (-) КИП0 ИП0 КНОП (9) и т. д.
Подобные приёмы использовались для формирования видеосообщений, например, в игровых программах.
Получение видеосообщения, начинающегося с цифры F (изображается как пустое место) может нарушить нормальную работу микрокалькулятора (искажение программы и данных, самопроизвольный переход в режим счёта и т. п.). Избежать этого можно, сразу же «изгнав» его командой ↑, подаваемой не менее четырёх раз (по другим данным — семь раз), не пытаясь проводить какие-либо другие операции.

### Искусственный ввод кодов команд
В одном шаге программной памяти микрокалькулятора могут содержаться две шестнадцатеричные цифры, то есть теоретически может существовать 256 различных кодов команд. Из них в руководстве пользователя МК-61/52 документированы 214. Существует искусственный приём, позволяющий ввести 12 из 42 недокументированных кодов. Для этого вводится одна из команд переходов, например БП (код 51) и за ней две 16-ричные цифры, воспринимаемые калькулятором как адрес перехода. После этого команда перехода затирается командой-«пустышкой» КНОП, а последующий шаг при выполнении программы будет воспринят калькулятором уже не как адрес перехода, а как команда. Некоторые из этих кодов можно ввести также путём недокументированных операций с клавишей К, описанных в предыдущем подразделе.
| Коды команд | Действия команд | Ввод через клавишу К |
| ----------- | --- | -------------------- |
| 27          | Вызывает сообщение ЕГГОГ                                                                                              | K−                   |
| 28          | Вызывает сообщение ЕГГОГ                                                                                              | К×                   |
| 29          | Вызывает сообщение ЕГГОГ                                                                                              | K÷                   |
| 2L          | Вызывает сообщение ЕГГОГ                                                                                              | Нет                  |
| 2С          | Вызывает сообщение ЕГГОГ                                                                                              | Нет                  |
| 2Г          | Вызывает сообщение ЕГГОГ                                                                                              | Нет                  |
| 2E          | Вызывает сообщение ЕГГОГ                                                                                              | Нет                  |
| 3С          | Вызывает сообщение ЕГГОГ                                                                                              | Нет                  |
| 3Г          | Копирует содержимое регистра Х в Х1. Содержимое регистров X, Y, Z и Т сохраняется.                                    | Нет                  |
| 3Е          | Перемещает содержимое регистра Х в Х1, копирует содержимое регистра Y в Х. Содержимое регистров Y, Z и Т сохраняется. | Нет                  |
| 55          | Ничего не делает (равнозначна команде КНОП)                                                                           | К1                   |
| 56          | Ничего не делает (равнозначна команде КНОП)                                                                           | К2                   |

Коды 55 и 56 использовались во входных языках малосерийных аналогов МК-52.
Данный приём неприменим для ввода остальных 30 недокументированных кодов команд, содержащих 16-ричную цифру F (изображаемую на индикаторе как пустое знакоместо), поскольку на клавиатуре микрокалькулятора нет клавиши для ввода цифры F (не путать с префиксной клавишей F). Некоторые способы ввода таких кодов будут рассмотрены в следующем подразделе.

### Ввод кодов команд, содержащих цифру F
В микрокалькуляторе МК-52 существует возможность формирования любого из 256 кодов команд по любому из адресов программной памяти. Для этого используется следующая особенность записи программ в ППЗУ. При нормальном процессе записи программы необходимо сначала стереть соответствующий участок памяти ППЗУ. Если же этого не сделать, то происходит побитовое логическое сложение кодов команд из ОЗУ с кодами, имевшимися в ППЗУ ранее. Так, если в ППЗУ по некоторому адресу записана команда БП (код 51), а по соответствующему адресу в ОЗУ находится команда В↑ (код 0Е), то результатом логического сложения будет команда с кодом 5F (которая приводит к зависанию микрокалькулятора). Действия команд с кодами, содержащими цифру F, приведены в следующей таблице:
| Коды команд    | Действия команд |
| -------------- | --- |
| 0F             | Документированная команда FBx |
| 1F, 2F, 3F     | Ничего не делают (равнозначны команде КНОП)                                                                                         |
| 4F             | Равнозначна команде X→П0 (код 40)                                                                                                   |
| 5F             | Приводит к зависанию микрокалькулятора. Индикатор гаснет, работоспособность восстанавливается после отключения и включения питания. |
| 6F             | Равнозначна команде П→Х0 (код 60)                                                                                                   |
| 7F             | Равнозначна команде Кх≠00 (код 70)                                                                                                  |
| 8F             | Равнозначна команде КБП0 (код 80)                                                                                                   |
| 9F             | Равнозначна команде Кх≥00 (код 90)                                                                                                  |
| -F             | Равнозначна команде КПП0 (код -0)                                                                                                   |
| LF             | Равнозначна команде КХ→П0 (код L0)                                                                                                  |
| CF             | Равнозначна команде Кх<00 (код С0)                                                                                                  |
| ГF             | Равнозначна команде КП→Х0 (код Г0)                                                                                                  |
| EF             | Равнозначна команде Кх=00 (код Е0)                                                                                                  |
| F0, F1, ... FF | Ничего не делают (равнозначны команде КНОП)                                                                                         |

К сожалению, недокументированные команды 7F, 8F, … EF, осуществляющие косвенный доступ к регистру 0, уменьшают его содержимое, так же как и их документированные аналоги с кодами 70, 80, … Е0 и не могут служить заменой командам «со стрелками» в Б3-34.
В Б3-34 и МК-61, не имеющих ППЗУ, также существует возможность ввода некоторых команд с кодами, содержащими цифру F, но лишь по нескольким фиксированным адресам. Один способ состоит в использовании команд В/0 КППN в режиме ручных вычислений (F АВТ), N — любой из регистров (0—9, А—Е). При этом микрокалькулятор переходит в режим программирования и вставляет код FN по адресу 30+N (для буквенных регистров А—Е соответственно 40—44). Заметим, что при использовании регистров 0—6 результат зависит от их содержимого Другой способ (проверенный его автором только на МК-61) использует воздействие некорректной операции «ВП десятичная запятая» на «сверхчисла» первого «яруса» (ЕГГОГи). Для этого сначала создаётся «сверхчисло» двукратным применением команды ВП с суммой порядков более 99 (например, ВП 10 ВП 90), а затем, после появления сигнала ЕГГОГ, нажатием клавиш «ВП десятичная запятая 0». Это также переводит микрокалькулятор в режим программирования, и в данном примере по адресу 51 будет записана команда F1. Второй знак и адреса, и команды определяется первым знаком порядка в первой команде ВП (например, ВП 20 ВП 80 ВП .0 даёт команду F2 по адресу 52 и т. д.)

### Недокументированное применение десятичной запятой в программе
Команда «десятичная запятая» (код 0-), использованная в программе (за исключением случаев документированного применения — для ввода числа по программе знак за знаком), заменяет значение в регистре Х на то, которое было в нём после последней из команд 0, 1, … 9, В↑, П→Х0, П→Х1, … П→Х9, П→ХА, … П→ХЕ.

### Недокументированные способы диагностики ошибок
При возникновении сигнала ЕГГОГ при счёте по программе существует два недокументированных способа определить, в результате какой операции произошёл останов:
1. Нажатие клавиши ↑ в Б3-34 (В↑ в МК-61/52). Если на индикаторе по-прежнему ЕГГОГ, то произошло переполнение, а если число — некорректная операция, «виновником» которой является это число.
2. Нажатие клавиши ВП. Возможные показания индикатора и соответствующие им ошибки:
  - «ЕГГОГ 00» — переполнение («сверхчисло» первого «яруса»)
  - «Г.ГГОГ 00» — деление на нуль, вычисление логарифма от нуля, степенной функции 00, некорректная операция с клавишей К.
  - «ЕГ.ГОГ 00» — вычисление tg 90°.
  - «Е.ГГОГ 00» — вычисление арксинуса или арккосинуса от числа, большего 1.
  - «ЕГГОГ 00» (с десятичной запятой на том же месте, что в аргументе) — положительный аргумент показательной функции больше допустимого
  - «−ЕГГОГ 00» (с десятичной запятой на том же месте, что в аргументе) — отрицательный аргумент показательной функции по модулю больше допустимого, или извлечение квадратного корня из отрицательного числа.

Второй способ не работает после первого, и наоборот. Чтобы применить обе диагностики, необходимо дважды запустить программу с одинаковыми исходными данными. В режиме ручных вычислений это также работает, но обычно не требуется, поскольку и так ясно, в результате какой операции возникла ошибка.

### Команда В/0 вне подпрограммы
Команда В/0, предназначенная для завершения подпрограмм, при использовании в основной программе, как правило, осуществляет переход на адрес 01. Этим иногда пользуются для сокращения программы, заменяя две команды БП 01 одной В/0. Особенно часто эта особенность используется при нестандартном использовании адресного пространства программы (см. Главная и побочные ветви). Однако иногда использование этой особенности приводит к неправильному результату.
Причина этой особенности в том, что адреса, с которых вызываются подпрограммы, записываются в пятирегистровый стек возврата, а по команде В/0 извлекаются из него и происходит возврат на адрес, на единицу больший. Если в стек возврата ничего не было записано, в нём хранятся нули и по команде В/0 происходит переход на адрес 01. То же самое произойдёт, если в стек возврата заносилось не более четырёх адресов при вызовах подпрограмм и все они были извлечены при возвратах — следующий извлекаемый адрес будет нулём.
Однако если в стек возврата занесено пять адресов, при извлечении первого из них в последнем регистре формируется «адрес-диверсант», обе цифры которого совпадают с последней цифрой адреса, находившегося там ранее. По мере извлечения остальных адресов из стека возврата, «адрес-диверсант» заполняет все его регистры, и затем, в случае использования команды В/0 вне подпрограммы, переход будет осуществлён неправильно.
Очистить стек возврата можно с помощью ЗГГОГа с нулевой мантиссой: Сх В↑ ÷ ВП Fх2 Сх ↔ Сх

### Косвенное обращение к регистру, содержащему число вне допустимого диапазона
Если в каком-либо из регистров 7—Е находится число, по модулю меньшее единицы, то при косвенном обращении к нему формируется адрес перехода, определяемый мантиссой и последней цифрой порядка (см. табл., МN — N-я цифра мантиссы)
| Последняя цифра порядка | Адрес перехода при отрицательных порядках | Адрес перехода при положительных порядках |
| ----------------------- | ----------------------------------------- | ----------------------------------------- |
| 1                       | М7М8                                      | М1М2                                      |
| 2                       | М7М8                                      | М2М3                                      |
| 3                       | М7М8                                      | М2М3                                      |
| 4                       | М6М7                                      | М4М5                                      |
| 5                       | М5М6                                      | М5М6                                      |
| 6                       | М4М5                                      | М6М7                                      |
| 7                       | М2М3                                      | М7М8                                      |
| 8                       | М2М3                                      | М7М8                                      |
| 9                       | М1М2                                      | М7М8                                      |
| 0                       | 0М1                                       | 0М1                                       |

### ПСЧ-режим
«Псевдосчётный режим» — методика формирования на экране микрокалькулятора произвольных буквенно-цифровых комбинаций, т. н. «слов». Основан на переводе ПМК в особый режим работы, в котором происходит считывание на индикатор записанных в программной памяти кодов (вернее, их первых символов). Описан в заметке «Новости еггогологии» «Техники — молодёжи» № 6 за 1987 год. В этой статье первооткрывателями ПСЧ-режима названы С. Банников, И. Емельянов, Б. Мурадов. Также приведены альтернативные названия режима — «ненормальный», «режим сбора».
Перед вводом ПМК в ПСЧ-режим в память записывается короткая программа, коды команд которой начинаются со всех возможных символов (для удобства обычно используются сдвоенные символы вида 00, 11, … , EE).
Для входа в ПСЧ-режим в статье предлагается следующая последовательность команд: 6 F10x K- ВП . 0 В/О В/О БП В/О. Данная процедура по сути представляет собой способ получения команды «пусто-пусто». Также редакторы упоминают, что существует более сложный способ входа в ПСЧ-режим из области «длинных монстров».
В ПСЧ-режиме меняются значения клавиш. В/О и С/П служат теперь для переключения из автономного режима в программный и наоборот. Команды FПРГ и FАВТ, а также любое «сверхчисло» возвращают ПМК в нормальный режим работы. Клавиши ШГ дают возможность перемещаться вдоль записанной в память программы. Клавиши БП и ПП переносят точку просмотра и считывания на 10 адресов вглубь программы, а также позволяют оперировать с числом на индикаторе непосредственно кодами команд.
Клавиша ВП считывает в первый регистр индикатора символ из текущего адреса программной памяти. Формирование «слов» начинается с заготовки вида 11111111, из соответствующей ячейки программной памяти считывается нужный символ, а затем с помощью команд ВП /-/ 1 ПА КИПА ИПА от заготовки отбрасывается последний регистр, а на место первого записывается ноль, который с помощью команды ВП может быть заменён следующим символом.
Метод позволяет вводить в буквенно-цифровые комбинации и пробел (пустышку). Пробел считывается из любого адреса «тёмной зоны». Однако из-за особенностей работы ПМК после появления «пустышки» при этом необходимы дополнительные действия (прочистка стека, усложнённая последовательность команд для укорочения заготовки, соблюдение ограничений на использование клавиш ШГ).
Для входа в ПСЧ-режим, технически, может быть использована любая буквенно-цифровая заготовка, содержащая от 6 до 8 знаков и начинающаяся символом Г, Е или «пусто», другие начальные символы при нажатии клавиш «ВП-точка» выдадут ошибку. После команд ВП-точка-цифра калькулятор уже находится в ПСЧ-режиме с активированной клавишей К — это можно проверить, нажав 0 (для деактивации клавиши К), затем В/О и С/П -— они уже будут работать по-новому. Но использование ПСЧ-режима затруднено тем, что при входе в него исходная буквенно-цифровая заготовка записывается в стек возврата начиная с 3-го разряда, и при каждом нажатии В/О или БП происходит «возврат» по адресу, взятому из этого стека (команда В/О дополнительно прибавляет к нему 1). Если по команде В/О произошёл возврат на адрес «тёмной зоны», то калькулятор выходит из ПСЧ-режима. Поэтому в момент извлечения из стека адреса Е0 вместо В/О нужно нажать БП. Пример:
(Е000000.) ВП точка 0 (00 0.0 51) 0 (Е000000.) В/О (00 00 0.0 61) В/О (.Е.1.) В/О (.Е.2.) С/П (.Е.3.) — произошёл выход из ПСЧ-режима в режим программирования.
(Е000000.) ВП точка 0 (00 0.0 51) 0 (Е000000.) В/О (00 00 0.0 61) БП (00 00 0.0 Е0) В/О (00 . 01) В/О (00 . 01) С/П (Е000000.) — калькулятор остался в ПСЧ-режиме, стек возврата очищен.
(Е89-LCГ.) ВП точка 0 (00 0.0 51) 0 (Е89-LCГ.) БП (00 00 0.0 60) БП (00 00 0.0 Е8) БП (экран гаснет) — переход по адресу «9-» привёл к зависанию ПМК.

### Недокументированные особенности команды ВП
Команда ВП превращает 0 в 1 (при этом в стеке меняется только значение регистра Х, остальные регистры стека сохраняют свои значения). Это используется в программе вычисления факториала для её сокращения, заменяя несколько команд (условный переход, его адрес, ввод единицы) одной командой ВП.
Кроме того команда ВП является единственной командой (как на МК-54, так и на МК-61), которая правильно ведёт себя в ручном и пошаговом (!) режимах, но при этом может вести себя неправильно в автоматическом режиме. Данный нюанс вводит в ступор новичков (так как в пошаговом режиме команда работает правильно, а потому найти ошибку в программе не удаётся), и исправить ошибку удаётся лишь за счёт замены команд «число», ВП на команды «число», F10Х, «х» ,но для этого требует лишний шаг.
Команда ВП . (десятичная запятая), выполненная над любым числом, кроме комбинаций, начинающихся на Е или Г, немедленно выводит ЕГГОГ, и если в памяти есть место на две команды, значительно быстрее других методов искусственного вывода ЕГГОГ — некорректных операций и К−, которые вызывают паузу около 3 секунд. Обычный «долгий» ЕГГОГ пропускает одну команду, а мгновенный (ВП .) — нет.

## Главная и побочные ветви
В советских программируемых калькуляторах Электроника Б3-34, МК-54, МК-56, МК-61, МК-52 (и аналогичных) физической оперативной памяти столько, сколько заявлено в руководстве к ПМК, но из-за особенностей аппаратной реализации существует виртуальный 160-шаговый цикл, состоящий из 3 ветвей: «главной», «короткой побочной» и «длинной побочной».
Главная ветвь — это то, что в характеристиках калькулятора указывается как «Количество шагов программы». В семействе Б3-34 главная ветвь занимает 98 шагов — адреса с «00» по «97», в МК-61 и МК-52 105 шагов — с «00» по «104» (на экране отображается как «−4»). Если калькулятор в конце главной ветви не встретил команд В/О, С/П или БП, то счётчик шагов продолжает увеличиваться, и калькулятор переходит в диапазон короткой побочной ветви.
Короткая побочная ветвь занимает 14 шагов программы — с адреса «98» по «L1» (МК-61 и МК-52: 7 шагов с адреса «−5» по «L1»). Эти адреса соответствуют реальным адресам «00» — «13» (МК-61 и МК-52: «00» — «06»). Если в этих адресах калькулятор не встретил команд В/О, С/П или БП, то счётчик шагов продолжает увеличиваться, и калькулятор переходит в диапазон длинной побочной ветви.
Длинная побочная ветвь занимает 48 шагов программы — с адреса «L2» по «F9». Эти адреса соответствуют реальным адресам «00» — «47»). Если в этих адресах калькулятор не встретил команд В/О, С/П или БП, то счётчик шагов продолжает увеличиваться, и калькулятор переходит в главную ветвь. В длинной побочной ветви с адреса «C1» начинается «тёмная зона»: коды команд, записанные в соответствующие адреса главной ветви, при переходе в режим ПРГ на индикатор не выводятся, однако в режиме счёта исправно выполняются.
Графически этот процесс выглядит так (на примере МК-52):
Данная недокументированная особенность не позволяла писать программы длиннее документированного объёма, зато позволяла дважды избежать команд безусловного перехода на нулевой адрес (иногда по нулевому адресу ставилась команда В/О).

## Ошибки в микрокалькуляторах
Кроме недокументированных возможностей, некоторые микрокалькуляторы содержали ошибки.

### Ошибки в Б3-21 некоторых выпусков
В первых выпусках микрокалькулятора Б3-21 возникала ошибка при сложении числа, содержащего семь девяток в мантиссе и цифру более 4 в восьмом (неиндицируемом) разряде мантиссы, с бо́льшим по порядку числом; например, при сложении 9,9999999 и 10 получалось 120.
Также в некоторых Б3-21 при вычислении сложных операций (например, синуса) могло исказиться содержимое одного из регистров кольцевого стека.
Некоторые Б3-21 неправильно выполняли оператор вызова подпрограммы ПП, если он находился по одному из адресов 55, 65, 70, 80, 91 или 92. Вместо перехода к подпрограмме в них выполнялся оператор, код которого равен адресу подпрограммы.

### Ошибки в Б3-34 некоторых выпусков
В некоторых микрокалькуляторах Б3-34 операция возведения в степень Fxy выполнялась с ошибкой, если предыдущая операция была двухместной (кроме возведения в степень) и в её результате получилось число, имеющее в восьмом разряде мантиссы цифру 5 или 7. Этой ошибки можно избежать, если перед выполнением операции Fxy нажать дополнительно клавиши F1/x F1/x (что заменяет результат двухместной операции таким же результатом одноместной, на котором эта ошибка не возникает). Другие «взаимоисключающие» операции (например, Fx2 F√ или Feх Fln) для этой цели менее пригодны, так как могут привести к переполнению.
В ранних выпусках микрокалькуляторов нельзя было заканчивать подпрограмму командами одноместных операций Fsin, Flg, F√ и др., а также производить смену знака результата вычислений клавишей /−/.

### Ошибки в МК-61 и МК-52
Операция Kmax считает ноль самым большим числом. Эта ошибка использовалась в некоторых программах.
При некоторых операциях, например, определении дробной части отрицательного числа, возникает «отрицательный нуль» (изображается на индикаторе как «−0»), который при условных переходах ведёт себя как отрицательное число.

### Ошибки и нерациональные решения в блоках расширения памяти БРП-3 и БРП-4
В блоке БРП-3, программе 16 использована неправильная формула {\displaystyle x^{z}=e^{z}\ln x} вместо {\displaystyle x^{z}=e^{z\ln x}}, соответственно неправильно составлена и программа. Там же для определения аргумента комплексного числа {\displaystyle a+bi} используется формула {\displaystyle \phi =\operatorname {arctg} (b/a)} без учёта как знаков {\displaystyle a} и {\displaystyle b}, так и того, что действительная часть может быть нулём. В результате при {\displaystyle a<0} происходит ошибка в определении аргумента на 180°, а при {\displaystyle a=0} — останов деления на нуль.
В блоке БРП-4 в «лунолётной» игровой программе «Космическая посадка» физическая модель ошибочна, что может приводить к бессмысленным результатам. Например, при свободном падении космического аппарата на Луну с большой высоты глубина кратера может составлять менее 8 мм, хотя скорость в момент соприкосновения с лунной поверхностью превышает 3000 м/с. В том же блоке микрокалькулятор «нарушает правила» в игровых программах «Жизнь» и «Магараджа». Целый ряд программ составлен нерационально и поддаётся значительным сокращениям. Например, программа для отыскания минимальной поверхности {\displaystyle S_{\text{min}}} или минимальной длины сварных швов {\displaystyle L_{\text{min}}} цилиндрической банки заданного объёма {\displaystyle V} может быть сокращена на 15 шагов при использовании более простых формул.